# Cianamida de calci
La cianamida de calci o CaCN₂ és un compost químic de calci usat com fertilitzant, es va sintetitzar per primera vegada el 1898 per Adolph Frank i Nikodem Caro (Procediment Frank-Caro). Es forma amb el carbur de calci reaccionat amb nitrogen. Un dels noms comercials que rep és el de Nitrolime.
CaC₂ + N₂ → CaCN₂ + C
Cristal·litza en el sistema hexagonal.

## Usos
El principal ús és com fertilitzant en agricultura, en contacte amb aigua es descompon i allibera amoníac:
CaCN₂ + 3 H₂O → 2 NH₃ + CaCO₃
En temps passats es feia servir en la mineria d'or: 
CaCN₂ + Na₂CO₃ + 2C → 2 NaCN + CaO + 2CO
La tiourea es pot produir per la reacció del sulfur d'hidrogen amb cianamida de calci.
Es fa servir a gran escala en la producció d'acer per tal d'introduir-hi nitrogen.